# Heliothodes joaquin
Heliothodes joaquin är en fjärilsart som beskrevs av Mcdunnough 1946. Heliothodes joaquin ingår i släktet Heliothodes och familjen nattflyn. Inga underarter finns listade i Catalogue of Life.